# Relaciones Corea del Norte-Taiwán
Las relaciones entre la República Popular Democrática de Corea y la República de China (en chino: 中華民國—朝鮮民主主義人民共和國關係; en coreano: 조선민주주의인민공화국-중화민국 관계) actualmente no existe de manera formal. El 13 de abril de 1919, la República de China reconoció al Gobierno Provisional de la República de Corea. El gobierno nacionalista chino participó en la Conferencia de El Cairo, que dio lugar a la Declaración de El Cairo, con el objetivo de liberar a Corea y Taiwán del dominio colonial japonés. Tras la toma del poder por los comunistas en China continental en 1949 y el establecimiento de la República Popular Democrática de Corea en 1948, las relaciones entre ambos países son inexistentes; sin embargo, las relaciones extraoficiales son significativas.

## Independencia de Corea del Norte y la guerra de Corea
El Imperio japonés, que había gobernado Corea y Formosa, terminó tras la Segunda Guerra Mundial, lo que condujo a la división de Corea, seguida de un período de tutela por la ocupación soviética en el norte, así como la recesión de Taiwán y Penghu en los meses posteriores. Inicialmente, China, que reconoció al Gobierno Provisional de Corea, se opuso firmemente a la influencia soviética en Corea tras enterarse de las atrocidades soviéticas en Polonia desde su "liberación".  En la Conferencia de El Cairo, Estados Unidos y China acordaron la independencia de Corea "a su debido tiempo", mientras que China seguía presionando por el reconocimiento inmediato del gobierno en el exilio y una fecha concreta para la independencia. Tras el deterioro de las relaciones soviético-estadounidenses, el 10 de agosto de 1945, el Departamento de Guerra de Estados Unidos acordó que China desembarcara tropas en Pusan, Corea, para evitar una toma de control soviética. Sin embargo, este cambio de rumbo fue demasiado tarde para evitar la división de Corea, ya que el Ejército Rojo ocupó rápidamente el norte de Corea ese mismo mes. El 9 de septiembre de 1948, la República Popular Democrática de Corea (RPDC) fue declarada parte de la zona ocupada por la Unión Soviética con Kim Il Sung como primer ministro.
En 1949, tras la guerra civil china y la República de China (ROC ), se proclamó la República Popular China (RPC), cuyo gobierno se trasladó a Taiwán.
Las Naciones Unidas condenaron la agresión militar de Corea del Norte contra la República de Corea en las Resoluciones 82 y 84 del Consejo de Seguridad de las Naciones Unidas. La República de China votó a favor de ambas resoluciones. Durante la guerra de Corea, la República de China se opuso a la RPDC, a la vez que le proporcionó ayuda material, mientras que la República Popular China, bajo el liderazgo de Mao, apoyó a la RPDC con el Ejército Popular Voluntario.

## Años de la Guerra Fría
La República de China (Taiwán) se ha opuesto al socialismo, así como a la República Popular Democrática de Corea (Corea del Norte) y a la República Popular China (China). Debido a su hostilidad, la República de China no ha reconocido ni establecido relaciones diplomáticas con los gobiernos de Corea del Norte y China. Por ello, el gobierno de la República de China también consideró al gobierno de la República de Corea como el único Estado legítimo en la península coreana.
Ambos países estaban en bandos opuestos en la guerra de Vietnam, en la que Corea del Norte apoyaba al gobierno norvietnamita mientras que la China nacionalista estaba aliada con el liderazgo survietnamita.

## Historia reciente
Debido a su condición de nación no perteneciente a las Naciones Unidas (ONU), la República de China no está sujeta a las sanciones de la ONU contra Corea del Norte. Sin embargo, el gobierno taiwanés ha implementado diversas leyes y regulaciones que reflejan las restricciones comerciales impuestas por la ONU y Estados Unidos con Corea del Norte.
Se ha informado de que Corea del Norte ofreció vender diseños de submarinos taiwaneses en 2016. El Ministerio de Defensa Nacional de Taiwán ha negado los informes diciendo: "En el desarrollo de nuestros submarinos nunca ha habido, no hay ahora y nunca habrá ningún contacto con Corea del Norte; toda la asistencia es proporcionada por países importantes de Europa y los Estados Unidos".
Corea del Norte secuestró a una mujer taiwanesa llamada Shen Jing-yu de Japón continental en 1987 y la llevó a Corea del Norte.
El primer ministro de la República de China, Lai Ching-te, aprobó una prohibición total del comercio entre la República de China y Corea del Norte en septiembre de 2017. Se ha acusado a empresarios taiwaneses de vender carbón, petróleo y gas a Corea del Norte, así como de importar textiles norcoreanos y emplear a norcoreanos en barcos pesqueros taiwaneses.
En 2018, investigadores de las Naciones Unidas (ONU) afirmaron que entidades taiwanesas estaban involucradas en la transferencia de petróleo a Corea del Norte en violación de las sanciones de la ONU; en 2019, las autoridades taiwanesas acusaron a seis personas por transferencias de petróleo de barco a barco a Corea del Norte y en 2020, Taiwán aseguró a Estados Unidos que estaba cumpliendo con las sanciones de la ONU contra Corea del Norte.